# Kurzętnik
Kurzętnik (Kauernik in tedesco) è un comune rurale polacco del distretto di Nowe Miasto Lubawskie, nel voivodato della Varmia-Masuria.
Ricopre una superficie di 149,86 km² e nel 2004 contava 8 664 abitanti.